# Plattkofel
Plattkofel (italsky Sasso Piatto, ladinsky Sas plat) je 2964 m vysoká hora nalézající se v horské skupině Langkofel v Dolomitech. Název odkazuje na ploché západní úbočí obrácené k Alpe di Siusi.

## Poloha
Plattkofel je nejzápadnější hora horské skupiny Langkofel nalézajícím se mezi údolím Val Gardena v Jižním Tyrolsku a údolím Val di Fassa v Trentinu. Zatímco západní úbočí, které dalo hoře jméno, stoupá poměrně rovnoměrně a relativně ploše k vrcholovému hřebeni, východní úbočí se prudce lomí k Plattkofelkaru. Vrcholový hřeben, který vede zhruba ve směru severozápad-jihovýchod, má tři vrcholové body. Turisticky nejvýznamnější je centrální vrchol (2958 m), na který se dostanete po značených cestách a který má vrcholový kříž. Nejvyšší bod hory se však nachází na jihovýchodním vrcholu s nadmořskou výškou 2964 m. Severozápadní vrchol má nadmořskou výšku 2954 m.
Centrální vrchol leží na hranici obcí Castelrotto, St. Christina in Gröden (obě Jižní Tyrolsko) a Campitello di Fassa (Trentino).

## Výstup na vrchol
Plattkofel je jedinou horou v horské skupině Langkofel, na kterou lze podniknout pěší túru. Od chaty Plattkofel vede přes západní úbočí na centrální vrchol hojně využívaná turistická cesta č. 527. Od východu vede z Langkofelkaru od horské chaty Langkofelhütte na centrální vrchol také zajištěná stezka ferrata Oscar Schuster (I-II), částečně zajištěná ocelovými lany, pojmenovaná po Oscaru Schusterovi.

## Galerie

Plattkofel. Historický letecký snímek Wernera Friedliho (1957)
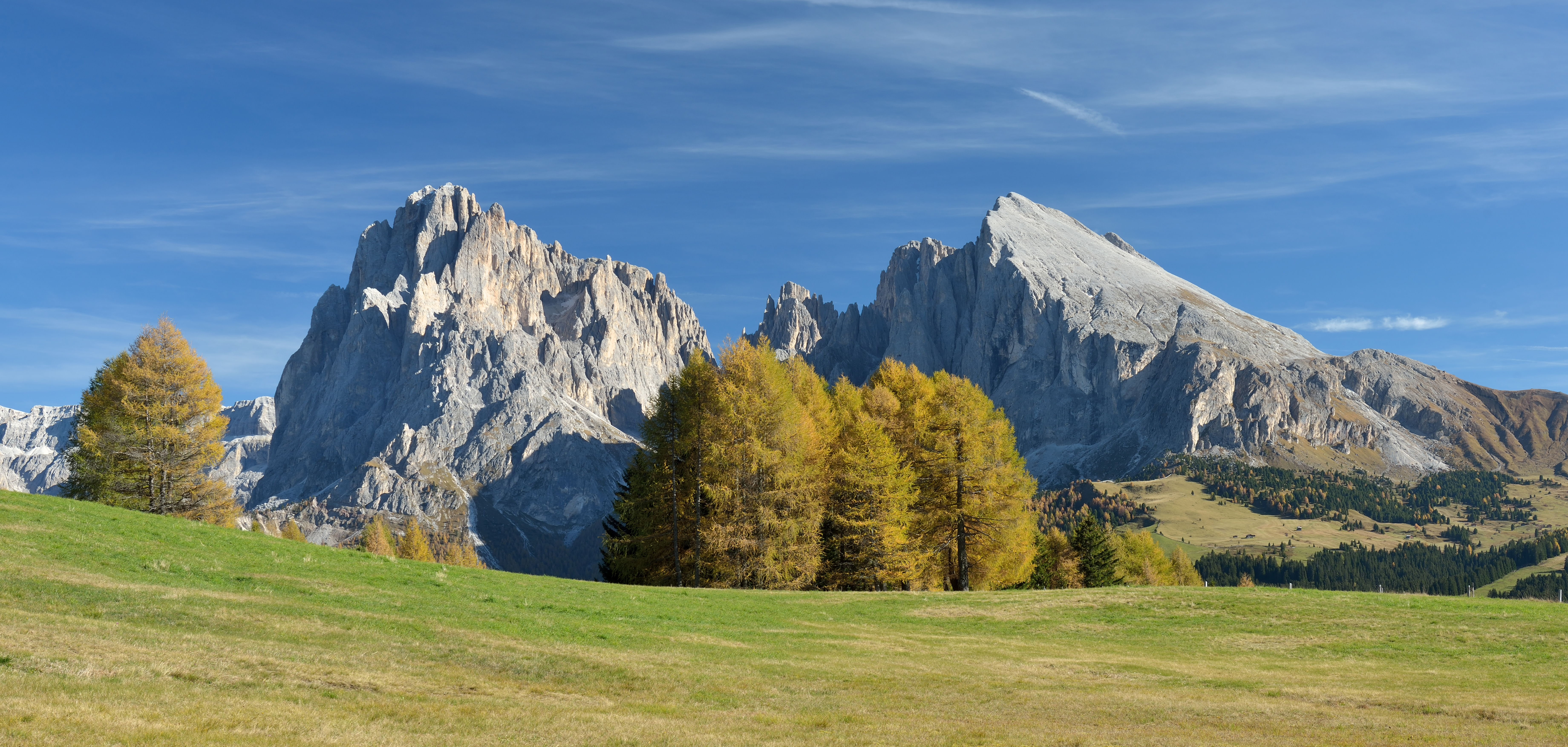
Plattkofel (vpravo, snadno rozpoznatelný díky svému plochému úbočí) s dalšími horami horské skupiny Langkofel
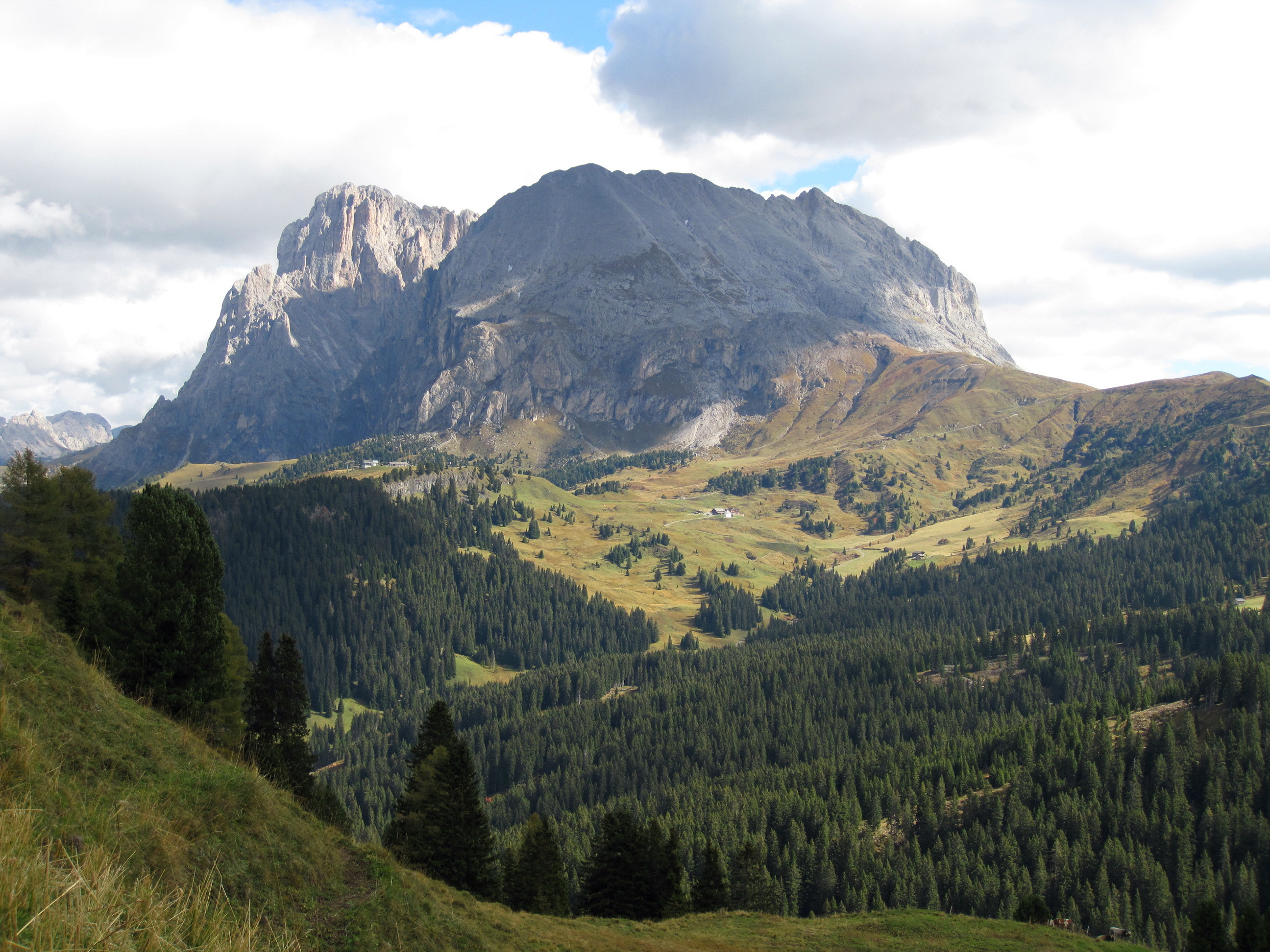
Plattkofel v popředí
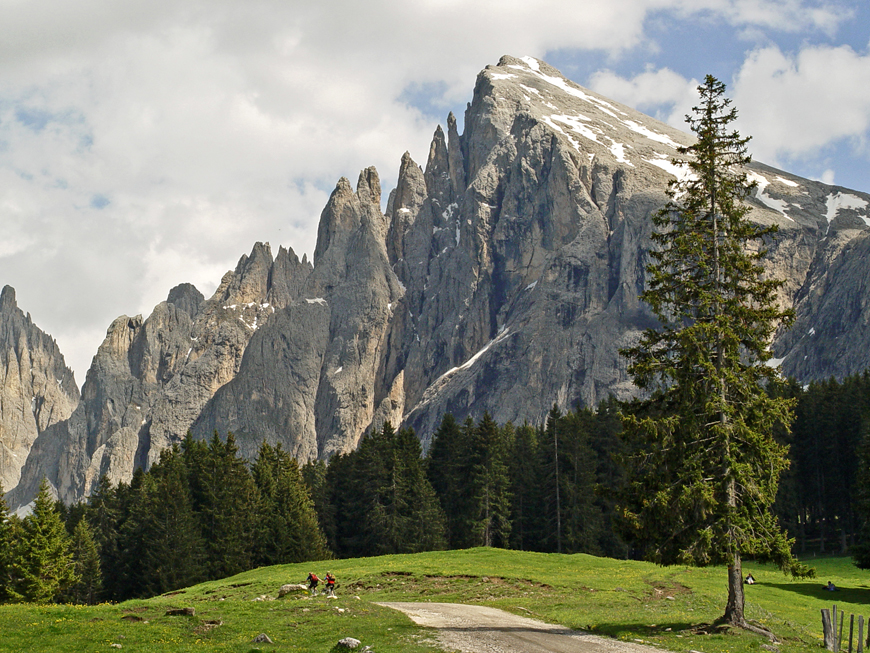
pohled na Plattkofel ze Seiser Alm